# 皮布尔斯
皮布尔斯（英语：Peebles；苏格兰盖尔语：Na Pùballan；低地苏格兰语：Peebles），是英国苏格兰苏格兰边区的一个城镇，位于特威德河与埃德尔斯顿河汇合处。总人口8159（2001年）。该地主要景观有尼德帕斯堡等。